# The WLS Rangers
The WLS Rangers waren eine US-amerikanische Country-Band, die zwischen 1935 und 1947 bekannte Größen des WLS National Barn Dances war.

## Karriere
Die WSL Rangers wurden um 1935 von Merton Minnich, Clyde Moffet, Osgood Westley, Leo Story und Walter Tuite gegründet. Neben den wöchentlichen Samstagabendshows des National Barn Dances traten die Rangers auch in anderen Radiosendungen des WLS auf. Während der erfolgreichsten Jahre der Sendung avancierte die Gruppe zu großer Bekanntheit im ganzen Staat Illinois. Bis 1947 traten die WLS Rangers erfolgreich auf, danach nahm ihre Beliebtheit ab. Zudem war die Band in den 1940er Jahren von verschiedenen Besetzungswechseln geprägt, die oft nicht lange hielten.

## Titel
- Turkey In The Straw
- The Old Kitchen Kettle Keeps Singing A Song